# Borsalino
Borsalino, celým názvem Borsalino Giuseppe e Fratello, je italská firma zaměřená na výrobu klobouků. Jmenuje se podle Giuseppeho Borsalina, který ji založil 4. dubna 1857 ve městě Alessandria. Heslem společnosti je „Un borsalino è molto di più di un copricapo“ („Borsalino je víc než jen klobouk“).
Popularitě značky pomohlo ocenění na Světové výstavě 1900 v Paříži i spolupráce s reklamním grafikem Marcellem Dudovichem. Na vrcholu slávy měla společnost 2 500 zaměstnanců a vyráběla okolo dvou milionů klobouků ročně, byla hospodářským tahounem Alessandrie a sponzorem řady staveb ve městě.
Nejznámějším výrobkem Borsalina je klobouk, který převzal název společnosti a dostal ochrannou známku. Tvarově vychází z typu klobouku fedora, ale má tužší konzistenci, krempu širokou 6 cm a je vyroben z králičí plsti. Borsalino získalo po první světové válce popularitu i v zámoří, stalo se charakteristickým doplňkem hrdinů filmu noir a dobovým symbolem luxusu a mužské elegance. Nosil je Humphrey Bogart ve filmu Casablanca a Marcello Mastroianni ve filmu Osm a půl, oblíbil si je také Michael Jackson. Je podle něj nazván film Jacquese Deraye Borsalino i jeho sequel Borsalino a spol.
Po druhé světové válce poklesla popularita klobouků obecně, navíc bylo Borsalino se svým důrazem na důkladnou ruční práci vystaveno levnější konkurenci. Roku 1979 zemřel poslední pokračovatel rodinné tradice Teresio Usuelli a v roce 1987 se výroba přesunula na venkov do Spinetta Marengo. Ve 21. století produkce poklesla na 150 000 klobouků ročně, pokusem o vylepšení hospodářské bilance byly kolekce značkových hodinek, parfémů nebo brýlí. V roce 2017 firma vyhlásila platební neschopnost a v následujícím roce přešla pod správu švýcarské společnosti Haeres Equita.
V letech 2006 až 2017 fungovalo v Alessandrii také firemní muzeum. Režisérka Enrica Viola natočila o historii značky dokumentární film Borsalino City (2016).